# Politikis
Politikis je slovenski spletni medij. Politikis je bil ustanovljen marca 2009 kot "novičarski, mnenjski, neodvisni in nekorporativni medijski portal". Ustanovitelji portala se opredeljujejo kot "intelektualci mlajše in srednje generacije iz konservativnega ideološkega pola". Sedež uredništva je v Mariboru.
Politikis naj bi bil v svojem poročanju naklonjen Slovenski demokratski stranki in kritičen do nasprotujočih političnih opcij. Dolgoletni lastnik in bivši urednik portala je Dejan Kaloh, bivši novinar Večera in politik ter poslanec SDS. Kaloh je tudi solastnik podjetja, ki izdaja tednik Demokracijo, strankarsko glasilo SDS. Kaloh je bil zaradi zapisa na Politikis v času, ko je še služil kot urednik, na prvi stopnji nepravnomočno obsojen kaznivega dejanja razžalitve, na drugi stopnji pa pravnomočno oproščen. Kaloh je bil v sodni preiskavi tudi zaradi suma izdaje tajnih podatkov na portalu.